# Vadstena kloster
58°27′02″N 14°53′29″Ø / 58.45056°N 14.89139°Ø
Vadstena kloster er et kloster grundlagt af Den hellige Birgitta af Vadstena i 1384, som også planlagde og tegnede det. Klosteret ligger i nordenden af byen Vadstena i Vadstena kommun i det svenske län Östergötland.
Vadstena kloster var et kloster for Birgittinerordenen i Vadstena, og var et dobbeltkloster som omfattede både nonner og munke. Det spillede en vigtig rolle i middelalderen, da det var moderkloster for andre klostre af samme orden. Vadstena kloster blev lukket i 1595, men i 1935 oprettede man et nyt kloster af birgittinerordenen på samme sted.

## Historie

### Klostrets storhedstid
Klosteret blev etableret ved at kong Magnus Eriksson og dronning Blanka af Namur testamenterede kongepaladset som var på stedet til et nyt kloster. Det skete først i deres svenske testamente i 1346 og senere i det norske testamente året efter. Kongeparets hensigt var at de skulle begraves i klostrets kirke som skulle bygges, og at klostrets præster på kongeparrets dødsdage skulle bede for deres sjæle.
Det varede til 1370 før Birgittes ordensplaner blev godkendt af paven, om end i modificeret grad. Planlægningen af det nye kloster begyndte med det samme, men det kunne ikke indvies før i 1384, hvilket var efter både Birgittes og hendes datter Katarina Ulfsdotters død.
I overensstemmelse med Birgittes instrukser skulle klostret bestå af 60 søstre og 25 brødre, hvoraf otte var lægbrødre. Både munkene og nonnene så vel som hele klostret var i det det store og det hele underlagt en abbedisse, mens en priorinde fik ansvaret for nonnerne specielt og en generalkonfessor for brødrene. Hensigten med at have et dobbeltkloster med et mandligt konvent, hvis generalkonfessor blev udpeget af abbedissen, sammen med et søsterkonvent var formentlig at sikre nonnernes behov for præster til skriftemål og messer. De mandlige og kvindelige medlemmer levede alligevel ikke altid så adskilt som reglerne foreskrev, de kunne til og med omgås. Dette beskrives i et brev fra søster Ingrid Pärsdotter i 1498 da hun stævnede møde med en mand udenfor klostret: "Brødre og søstre legede og spillede, drak vin og dansede med hinanden i haven om aftenen og morgenen" I 1419 blev der holdt revselse og en undersøgelse blev udført da det rygtedes at abbedissen og nonnerne skal have taget imod private gaver af verdslige mænd, sluppet lægmænd ind i klostret og truffet mænd privat
Klostret blev begunstiget af kongehuset og adelen og blev snart både Sveriges førende åndelige centrum og landets største jordejer. Klosteret drev en sygestue, et såkalt helligåndshus, i det mindste fra året 1401. Klosteret indlogerede allerede tidligt beginer, kvinder fra den højeste adel som levede på klostrets almisser og som kirken anså for at leve et udsvævende liv, og i 1412 blev det forbudt klosteret at tage imod dem, men beginer fandtes beviselig fortsat på Vadstena frem til 1506. I 1436 tog oprørsmanden Jösse Eriksson sin tilflugt i klosteret, hvor han alligevel blev grebet. Vadstena kloster havde international betydning som moderkloster for andre klostre af birgittinerordenen rundt om i Europa, f.eks. klostrene i Reval, Nådendal, Bergen og Danzig, hvor Vadstena plejede at udføre inspektioner, og Syon Abbey i England, som var blevet grundlagt på anmodning af en engelsk delegation. Både nonner og munke blev sendt ud til disse klostre. I 1406 kom en engelsk delegation under ledelse af Henrik Fitzhuger og bad om medlemmer for at grundlægge et kloster af birgittinerordenen i England, og i 1415 blev fire nonner, tre nonnenoviser, en munk og en præstemunk eskorteret under stor højtidelighed og i nærvær af alle Sveriges biskopper fra klosteret for at rejse til England ved grundlæggelsen af Syon Abbey.

### Klostrets sidste tid
Da reformationen kom til Sverige i 1527, indledtes afviklingen af Sveriges klostre ved et forbud mod at tage nye noviser, mens de gamle medlemmer fik fortsætte med at leve der på livstid med underhold fra klostrets tidligere ejendom, som blev konfiskeret af kronen. Sveriges øvrige klostre forfaldt, men Vadstena, som havde en stærk position gennem sine forbindelser med adelen og sit internationale rygte, klarede sig bedre end andre klostre. Kong Gustav Vasas egen søster Anna, var på denne tid nonne i Vadstena.
Vadstena fik til forskel fra andre svenske klostre fortsat lov til at tage imod noviser, dog med forbehold om at de skulle have kongens særskilte tilladelse. I 1527, efter at en kvinde var rømt fra klosteret med sin tidligere trolovede, gav Gustav Vasa instrukser til biskop Hans Brask at ingen kvinde herefter blev viet til nonne i Vadstena uden speciel tilladelse fra kongen De som allerede var medlemmer fik tilladelse til at forlade klostret. Vadstenas abbedisse, Birgitta Botolfsdotter, forlod klostret og giftede sig i 1539. De yngre nonner skal ha været mere villige til at rejse, end de ældre, og abbedissen blev forbudt på kongelig befaling at hindre dem. I 1544 fik nonnerne og munkene, etter oplysning på eget ønske, udtrykkelig kongelig tilladelse til at forlade klosteret og gifte sig.. Vadstena kloster slutter med at nedtegne hvem som antages som nonner efter 1528, så kundskaben om hvem som blev antaget i klostret efter reformationen er ufuldstændig, men munkene anførte nye medlemmer frem til 1542. Myndighederne skaffede munkene nye erhverv som læger, lærere, præster og missionærer efter at de havde afsvoret sig katolicismen, og munkene forlod klosteret hurtigere og i større mængde end nonnerne, som ikke kunne forsørge sig udenfor klostret og i højere grad blev der.
I 1539 blev det forbudt for klostrets munke at holde katolske prædikener. I 1540 blev der lavet en fortegnelse over klosterets værdigenstande, som straks efter blev fjernet. I 1540'erne blev klostrets ejendom konfiskeret. I 1541 fik klostret tilladelse til at tage imod almisser på den betingelse at munkene afholdt sig fra at prædike offentligt, mens nonnerne skulle modtage luthersk undervisning. I maj 1540 kom magister Jeorgius, superintendent og kongens ombud, samt biskop Henrik fra Västerås til Vadstena og forbød den katolske messe og messen til helgenerne. Biskoppen holdt derefter en svensk messe i klostret i nonnernes nærvær. Embedsmændene kundgjorde siden de nye bestemmelser først i munkenes del af klostret og derefter overfor nonnerne. Ifølge sagnene skal nonnerne have stoppet voks i ørerne under de lutherske gudstjenester de blev tvunget til at overvære. Flere donationer blev gjort frem til lukningen. Blandt deres donatorer fandtes dronning Margareta Eriksdatter og hendes familie samt dronning Karin Månsdotter. Klosterets mandlige afdeling blev afviklet i 1555, da munkene af kongen blev gjort til præster eller læger. Da Erik 14. blev afsat i 1568, var der 18 nonner i klosteret.
Klosteret oplevede en sidste blomstringstid under Johan 3., som i 1575 gav klostret tilladelse til at tage imod nye noviser. Dronning Katarina Jagellonica sendte vin og penge under fasten, og formidlede til og med kontakter til den katolske kirke og antages at have stået bag kardinal Possevinos besøg. I 1580 fik klosteret besøg af pavens sendebud Antonio Possevino, som blev i seks uger, indførte de nyeste katolske doktriner og opdaterede virksomheden. Ved denne hændelse skulle alle nonnerne, da 14 stykker, på ny aflægge deres løfter, og abbedissen og priorinden skulle sværge den tridentiske ed. Da han rejste, tog han også et antal drenge med , som skulle få katolsk præsteuddannelse. I 1587 fik klosteret besøg af monarken og tronfølgeren, og den første højtidlige katolske messe siden reformationen blev forrettet i klostret. I 1592 blev der oprettet en katolsk præsteskole af Anders Magnusson. Sigismund gav klostret sin beskyttelse før han besteg tronen i 1594, pavens sendebud, Malaspina, besøgte klostret og en pige blev antaget som novise.
Den kvindelige klosterdel bestod til og med året 1595, da den blev lukket på ordre af hertug Karl. Af de elleve nonner som da var tilbage i klostret forlod otte Sverige sammen med den sidste abbedisse, Katarina Olofsdotter, og rejste til et andet birgittinerkloster i Danzig i Polen. Nonnerne skal have tilbragt vinteren i Söderköping og rejst til Polen i foråret 1596. Nonnerne som blev efterladt var til stede ved biskop Angermannus visit i juli 1596. Af de tre nonner som blev tilbage i Sverige blev en gift med en ung officer som var kammersvend for Karl 9. og en anden blev ansat som kammerjomfru hos Kristina af Holstein-Gottorp. Den sidste, Karin Johansdotter, fik tilladelse til at blive i klosteret for og tage hånd om dets haveanlæg

### I mellemtiden
Klosterbygningerne stod siden tomme i omkring fyrre år. Der fandtes planer om at oprette et universitet i dem, men dette blev aldrig til noget . I 1641 blev der i stedet indrettet et såkaldt krigsmandshus for tidligere soldater og officerer og deres familier, såkaldte gratialister, i det tidligere nonnekloster. På denne tid blev der også organiseret et sogn og skole for gratialistene og deres familier. Krigsmandshuset bestod frem til 1783.
I 1795 blev der oprettet et sygehus for kønssygdomme i både det tidligere nonneklostr og det tidligere munkekloster. Sygehuset for kønssygdomme forlod snart nonneklostrets lokaler, men blev fortsat i munkenes fløj, hvor man fra 1840'ernet til og med tog imod andre patienter og blev lasaret. Det var i drift frem til 1909.
I 1757 var et sindssygehus, kaldt "Stora Dårhuset", blevet bygget på klosterområdet. Sidan sygehuset for kønssygdomme var blevet flyttet fra nonneklostret, tjente det fra 1810 til 1825 som et fængsel, og fra 1825 til 1951 som en del av Vadstena sindssygehus.

### Klostret genoprettes
Birgittinerne vendte tilbage til Sverige og Vadstena ved Elisabeth Hesselblads understøttelse i 1935. De slog sig ned udenfor det gamle klosterområde, ved Vätterns strand. Dette nye kloster, af den såkaldte svenske gren af birgittinerordnen, sluttede sig i 1963 til klostret Maria Refugie i Uden, Nederland, af den middelalderske gren. I 1988 blev det selvstændigt, og fra og med 1991 er det et abbedissekloster under navnet Pax Mariæ.

## Årstal i klostrets historie
- 1346 - Kong Magnus og dronnning Blanka testamenterer den 1. maj Vadstena kongsgård til at blive et kloster.
- 1347 - Kongeparet testamenterer i sit norske testamente en stor sum penge til klosterbyggeriet i Vadstena.
- 1370 - Paven Urban 5. godkender Birgittes ordensregel i kraftig modificeret form.
- 23. juli 1373 - Den hellige Birgitte dør.
- 1374 - Birgittes levninger føres til Vadstena.
- 1381 - Birgittes datter Katarina af Vadstena dør.
- 23. oktober 1384[9] - Vadstena kloster indvies.
- 7. oktober 1391 - Birgitta helgenkåres.
- 1388 - Klostret brænder ned, men bliver hurtigt genopført.
- 1401 - Klostrets helligåndshus omtales første gang.
- 1430 - Vadstena klosterkirke, blåkirken, indvies.
- 1492 - Den første fuldstændige udgave på latin af Birgittas Himmelske åbenbaringer blev trykt i Lübeck af Bartholomæus Gothan til Vadstena kloster.
- 1495 - Et trykkeri blev etableret i klostret, det første i Sverige. Det blev ødelagt allerede efter et halvt år i en brand.
- 1526 - Legenden om Lille Agda og Olof Tyste udspiller sig[1].
- 1527 - Reformationen forbyder Sveriges klostre at tage imod nye medlemmer. Vadstena får dog lov til at fortsætte med at få nye medlemmer, hvis de bliver godkendt af kongen.
- 1532 - Klosterets sykehus stenges og dets pasienter flyttes over til Vadstena hospital.
- 1540 - Katolske messer forbydes og protestantiske gudstjenester holdes i klostret.
- 1541 - Klostret får tilladelse til at tage imod almisser til sit underhold.
- 1543 - Gustav Vasa forsegler brevskapet i Vadstena kloster og bortfører utallige bøger.
- 1544 - Klostrets nonner og munke som skulle forsvinde får udtrykkelig tilladelse til at gifte sig [5].
- 1549 - De fleste af munkene i klosteret fordrives. Nonnerne kan blive, på grund af klostrets stærke stilling som adelig jomfrustiftelse.
- 1550 - Nonnerne flytter over til munkenes del af klostret, og de får nu kun munkenes kapel til katolsk gudstjeneste[1].
- 1552 - Under Gustav Vasas bryllup med Katarina Stenbock vandaliseres alteret af kalvinistiske spillemænd[1].
- 1555 - Den mandlige del af klostret opløses, og munkene tvinges til at forlade Vadstena.
- 1567 - Danskerne plyndrer klostret og brænder en del af det ned under den Nordiske Syvårskrig[1]
- 1575 - Johan 3. giver tilladelse til at klosteret på ny begynder at tage imod noviser.
- 1580 - Klosteret visiteres av pavens sendebud kardinal Antonio Possevino og reformeres i overensstemmelse med den katolske kirkes daværende direktiv.
- 1587 - Den første højtidlige katolske messe siden reformationen holdes i klostret under kongens og tronfølgerens besøg.
- 1592 - En skole for katolske præster oprettes.
- 1595
  - Oktober - Ved en riksdag i Söderköping beslutter man at klostret skal lukkes.
  - 22. november - Hertug Karl lader klostret officielt lukke, og fordriver de sidste nonner.
  - 13. december - Nonnerne forlader klosteret og rejser til Polen. Kun Karin Johansdotter får tilladelse til at blive på klosteret for at tage hånd om haven.
- 1605 - Den sidste nonnen, Karin Johansdotter, stilles for retten for tyveri, og bliver forvist fra klostret.
- 1638 - Den sidste birgittinernonnen fra Vadstena, Anna Larsdotter[10], dør i Polen.
- 1641 - Et såkaldt Krigsmannshus for pensionerede soldater oprettes i det tidligere nonnekloster.
- 1757 - Et sindssygehus opføres på området, kaldt "Stora Dårhuset".
- 1783 - Krigsmannshuset lukkes.
- 1795 - Et sygehus for veneriske sygdomme oprettes i både munkenes og nonnernes husrække. Afdelingen i munkenes del fungerer fra 1840'ernet også som alment lasaret.
- 1810 - Nonnernes husrække ombygges til fængsel.
- 1826 - Nonnehuset bliver en del af det såkaldte "Stora Dårhuset".
- 1909 - Sygehuset i munkenes husrække lukkes.
- 1935 - Birgittesøstre åbner et hvilehjem i Vadstena.
- 1951 - Sindssygehuset i nonnehuset lukkes.
- 1963 - Sankta Birgitts kloster Pax Mariæ grundlægges i Vadstena fra birgittinerklostret i Uden, Nederland.
- 1991 - Moder Karin Adolfsson vies til første abbedisse i Vadstena siden 1595.

## Eksterne kilder og henvisninger
1. 1 2 3 4 5 6 7  Lennart Jörälv: Reliker og mirakel. Den hellige Birgitte og Vadstena (2003)
2. ↑  Frans Oscar Vågman: Vreta Kloster. jämte vägledning vid besök i Vreta klosters kyrka och dess omgifning. Stockholm, P. A. Norstedt & Sönders Förlag (1904)
3. 1 2  Full text of "Studier i Vadstena klosters och Birgittinordens historia intill midten af 1400-talet [microform]"
4. 1 2 3  .Historiskt bibliotek utgitt av Carl Silfverstolpe
5. 1 2  Svenska kyrkoreformationens historia, Volym 1 av Lars Anton Anjou
6. 1 2 3 4 5  "Arkiveret kopi". Arkiveret fra originalen 24. maj 2012. Hentet 2. juni 2013.
7. 1 2 3  "KulturvÃ¤rden 3/99 - Vadstena statens intresse" (PDF). Arkiveret fra originalen (PDF) 19. december 2007. Hentet 19. december 2007.
8. 1 2  http://www.international.icomos.org/publications/bulletin1981/bulletin1981-25.pdf
9. ↑  Vadstena kloster i Nordisk familjebok (1. udgave, 1893)
10. ↑  http://www.geocities.ws/katolskhistoria/1500-tallet1.html

- Signum svenska kulturhistoria, Renässansen (2005)
- Syster Patricia, OSsS 2003: ”Vadstena klosters abbedissor”. I: Beskow, Per & Annette Landen (red.) Birgitta av Vadstena. Pilgrim och profet 1303–1373. Natur och Kultur, Stockholm. S. 297–314.
- Carl Silfverstolpe, "Vadstena klosters uppbörds- och utgiftsbok", i Antiqvarisk tidskrift, del 16:1 (1895-1898):
  - sidene 157 ff.: "Register"
  - sidene 186 ff.: "Några ord om Vadstena klosters ekonomi, särskildt med afseende på tiden 1539–1570"

- Wikimedia Commons har flere filer relateret til Vadstena kloster
- Sancta Birgitta klostermuseum Arkiveret 8. marts 2014 hos  Wayback Machine
- Birgittasystrarna i Vadstena
- Berömda nunnor i Vadstenas historia i Wilhelmina Stålberg, Anteckningar om svenska qvinnor (1864)
- Om Vadstena kloster på Wadbring.com
- Studier i Vadstena klosters och Birgittinordens historia intill midten af 1400-talet microform
- Vadstena klosters minnesbok microform : Diarium vazstenense
- Historiskt bibliotek utgifvet af Carl Silfverstolpe
- Vadstena kommuns officiella sidor om Den heliga Birgitta Arkiveret 8. juni 2004 hos  Wayback Machine